# 3826 Handel
3826 Handel è un asteroide della fascia principale. Scoperto nel 1973, presenta un'orbita caratterizzata da un semiasse maggiore pari a 2,2394195 UA e da un'eccentricità di 0,1327629, inclinata di 4,61660° rispetto all'eclittica.
L'asteroide è dedicato a Georg Friedrich Händel, celeberrimo compositore tedesco.